# Llywelyn Goch ap Meurig Hen
Llywelyn Goch ap Meurig Hen (c. 1330 - c.1390), est un barde de langue galloise du XIVe siècle. Il était native de l'ouest du Pays de Galles.
Il emploie les vieux mètres des Gogynfeirdd pour ses éloges mais s'adapte au cywydd nouveau aussi et devient un des grands maîtres de ce genre. Son marwnad (élégie) pour Lleucu Llwyd, sa maîtresse, est parmi les plus renommées des poèmes galloises de son époque.